# فن الخطيئة
فن الخطيئة فيلم وثائقي سوداني 2020 من تأليف وإخراج إبراهيم مرسال.   الفيلم هو توقيق للفنان والناشط المثلي أحمد عمر، الذي يقوم بحملات من أجل  المثليين ويسعى إلى أشكال جديدة للتعبير عن هويته السودانية النرويجية. 

## القصة
وصل الفنان أحمد عمر إلى النرويج في عام 2008 كلاجئ من وطنه الأصلي، السودان، والذي كان في ذلك الوقت واحدًا من سبع دول تعدم بسبب السلوك الجنسي المثلي. بعد سبع سنوات، في عام 2015 ، عندما ظهر عمر على Facebook، كواحد من أوائل الرجال المثليين من السودان، انقلب جزء كبير من الجالية السودانية ضده، بما في ذلك الأقارب.
بالانتقال إلى النرويج، سرعان ما يتعلم عمر أنه حتى دولة ليبرالية يمكن أن تكون خطرة على المهاجرين المثليين حيث يتم ضربه خلال بعد مسيرة فخر المثليين.
على الرغم من كل شيء، يتوق عمر إلى العودة وإعادة ربط علاقته بأسرتهم وبلدهم. لكن هل سيرحبون به أم يرفضونه؟ في ذلك الوقت، كانت المثلية الجنسية لا تزال تخضع لعقوبة الإعدام في السودان.
بمجرد عودة عمر إلى السودان، كان عمر يمشي في طريقه في جميع أنحاء البلاد لمقابلة والدته وأعضاء آخرين من مجتمع المثليين في السودان. يظهر الفيلم مدى الخوف الذي يشعر به مجتمع المثليين السودانيين من المجتمع والقانون. عمر يناقش جذور رهاب المثلية في السودان وصلته بالتمييز على أساس لون البشرة في السودان. تنتهي الرحلة في السودان بالتقاط عمر للصور الفوتوغرافية مع سودانيين آخرين من مجتمع الميم ، لكن وجه عمر يحجب وجههم. سمي هذا المشروع الفوتوغرافي فيما بعد "شايل وش القباحة"، الذي يصف شخصًا يفعل شيئًا غير مألوف، ويواجه مشكلة ويلومه عليها. في هذه الحالة، أن تكون مثلي الجنس.  
على الرغم من أن الفيلم يركز على عمر، المخرج الفيلم مرسال يواجه وجهات نظره الراسخة المتجذرة في الدين والثقافة. بصفته مهاجرًا، يعاني مرسال من فكرة الوطن والهوية والانتماء.
ينتهي الفيلم بحصول عمر على الجنسية النرويجية، وحضور حفل المواطنة مرتديًا زيًا يمزج الثقافات السودانية والنرويجية، أي الهوية المطرزة.  مرسال يساعد عمر في إصلاح ملابسه قبل الحفل، على عكس جلوسه بعيدًا عن أحمد في بداية الفيلم.

## العرض والاستقبال النقدي
نظرًا لوباء COVID-19 ، لم يتم عرض الفيلم حتى نهاية عام 2021. حاز الفيلم علي آراء إيجابية في الغالب.     اعتبارًا من أكتوبر 2022 ، حصل الفيلم على تصنيف 7.7 في IMDb .
فاز "فن الخطيئة" بجائزة أفضل فيلم وثائقي لعام 2020 لـ Nordic Doc بين 30 و 60 دقيقة. 

## أنظر أيضا
- سينما السودان
- حقوق المثليين في السودان
- احمد عمر

## روابط خارجية
- موقع فن الخطيئة
- اعلان الفلم فن الخطيئة
- The Art of Sin  في قاعدة بيانات الأفلام على الإنترنت (بالإنجليزية)